# Selenisa semiscripta
Selenisa semiscripta là một loài bướm đêm trong họ Erebidae.